# Antoine Bommertz
Antoine „Tiny“ Bommertz (* 1. August 1904 in Differdingen; † 9. Juni 1989 in Differdingen) war ein luxemburgischer Fußballspieler.

## Karriere

### Verein
Der Heimatverein von Bommertz war Red Boys Differdingen. In der Saison 1923/24 unterlag sein Verein unter seiner Mitwirkung im Luxemburger Pokalfinale dem CS Fola Esch noch mit 0:2. Im Folgejahr bezwang man dann Spora Luxemburg nach einem vorangegangenen Unentschieden schließlich im Rückspiel und wurde Pokalsieger. 1926 stand Bommertz ebenfalls in der Startelf gegen Union Luxemburg um den Luxemburger Pokal, den sein Verein nach einem 5:3-Endspielsieg gewann. Im selben Jahr wurde sein Verein Luxemburgischer Meister. Es folgten weitere Pokalsiege unter seiner Endspielbeteiligung in der Saison 1928/29 und 1930/31. 1931 feierte sein Verein auch eine weitere Landesmeisterschaft.

### Nationalmannschaft
Am 5. Oktober 1924 stand er beim Freundschaftsspiel der luxemburgischen Fußballnationalmannschaft gegen die belgische B-Auswahl (1:4) in der Startelf. Es blieb sein einziges Länderspiel.

### Erfolge
- mind. 2 × Luxemburgischer Meister 1925/26, 1930/1931
- mind. 4 × Luxemburgischer Pokalsieger 1924/25, 1925/26, 1928/29, 1930/31